# Jerry Allison
Jerry Ivan Allison, född 31 augusti 1939 i Hillsboro, Texas, död 22 augusti 2022 i Lyles i Hickman County, Tennessee, var en amerikansk musiker, mest känd som trummis för The Crickets, och medförfattare till deras hits "That'll Be the Day" och "Peggy Sue", inspelad med Buddy Holly. Allisons första professionella inspelning var "Who's Gonna Be the Next One Honey", utgiven som singel 1957.
Hans enda placering på Billboard Hot 100 var "Real Wild Child", utgiven 1958 under namnet Ivan. Allison valdes in i Rock and Roll Hall of Fame 2012.